# Elburn
Elburn és una població dels Estats Units a l'estat d'Illinois. Segons el cens del 2000 tenia 2.756 habitants.

## Demografia
Segons el cens del 2000, Elburn tenia 2.756 habitants, 1.038 habitatges, i 752 famílies. La densitat de població era de 389,8 habitants/km².
Dels 1.038 habitatges en un 40,2% hi vivien nens de menys de 18 anys, en un 61,5% hi vivien parelles casades, en un 9% dones solteres, i en un 27,5% no eren unitats familiars. En el 23% dels habitatges hi vivien persones soles el 10% de les quals corresponia a persones de 65 anys o més que vivien soles. El nombre mitjà de persones vivint en cada habitatge era de 2,65 i el nombre mitjà de persones que vivien en cada família era de 3,16.
Per edats la població es repartia de la següent manera: un 28,5% tenia menys de 18 anys, un 6,2% entre 18 i 24, un 36,1% entre 25 i 44, un 20,1% de 45 a 60 i un 9,1% 65 anys o més.
L'edat mediana era de 34 anys. Per cada 100 dones de 18 o més anys hi havia 90,7 homes.
La renda mediana per habitatge era de 67.788 $ i la renda mediana per família de 79.905 $. Els homes tenien una renda mediana de 51.154 $ mentre que les dones 31.464 $. La renda per capita de la població era de 26.781 $. Aproximadament l'1,2% de les famílies i el 4,1% de la població estaven per davall del llindar de pobresa.

## Poblacions properes
El següent diagrama mostra les poblacions més properes.